# Amegilla bequaerti
Amegilla bequaerti är en biart som först beskrevs av Cockerell 1930.  Amegilla bequaerti ingår i släktet Amegilla och familjen långtungebin. Inga underarter finns listade i Catalogue of Life.